# Władimir Smirnow (narciarz)
Władimir Michajłowicz Smirnow (ros. Владимир Михайлович Смирнов, ur. 7 marca 1964 roku w Szczuczyńsku w Kazachskiej SRR) – kazachski narciarz, reprezentant Związku Radzieckiego i Kazachstanu w biegach narciarskich. Zdobywca siedmiu medali olimpijskich (w tym jednego złotego) i jedenastu medali mistrzostw świata (w tym pięciu złotych). W sezonach 1990/1991 i 1993/1994 triumfował w klasyfikacji generalnej Pucharu Świata. Zakończył karierę w 1999 r.
Smirnow ma na koncie 31 zwycięstw w zawodach Pucharu Świata. Pod tym względem, w klasyfikacji najbardziej utytułowanych zawodników, jest na drugim miejscu za Bjørnem Dæhlie, który ma na koncie 46 triumfów. Smirnow pierwszy raz wygrał w Kawgołowie w Związku Radzieckim 23 lutego 1986 r., zaś ostatni raz zwyciężył w fińskim Lahti 8 marca 1998 roku. Ogólnie ostatni raz wygrał w Yongpyong 31 marca 1999 r. podczas konkursu Pucharu Kontynentalnego.
W 1994 r. został nagrodzony medalem Holmenkollen wraz z norweskim skoczkiem Espenem Bredesenem i rosyjską biegaczką Lubow Jegorową.

## Życie prywatne
Obecnie mieszka w szwedzkiej miejscowości Sundsvall wraz z żoną, Valentiną i dwiema córkami Anną i Karoliną. Smirnow interesuje się wędkarstwem i podróżowaniem. Zna trzy języki: rosyjski, niemiecki i szwedzki. Był członkiem komitetu, który walczył o przyznanie miastu Ałmaty prawa do organizacji zimowych igrzysk olimpijskich w 2014 roku (kandydatura byłej stolicy Kazachstanu odpadła już w pierwszym etapie). Natomiast 2 kwietnia 2008 roku został jedną z 79 osób, które niosły ogień olimpijski.

## Przebieg kariery

### Sezon 1982/1983
Był to pierwszy sezon Smirnowa w Pucharze Świata. Wystartował w jednych zawodach, 18 grudnia 1982 roku w szwajcarskim Davos. W biegu na 15 kilometrów był siedemnasty, dzięki czemu zdobył 4 punkty dające 59. miejsce w PŚ.

### Sezon 1983/1984
Podczas swojego drugiego sezonu w Pucharze Świata mógł się już poszczycić miejscem na podium. 23 marca 1984 roku w nadmorskim mieście Murmańsk zajął 2. miejsce w biegu na 15 km. Były to jednak jedne z ostatnich zawodów w sezonie i nie mógł już potwierdzić dobrej formy w dalszych startach. W klasyfikacji końcowej sezonu 1983/1984 zajął 31. miejsce.

### Sezon 1984/1985
W tym sezonie nie stanął na podium w żadnych z zawodów Pucharu Świata, jego najwyższa pozycją było 5. miejsce w Davos w biegu na 30 km. W styczniu 1985 r. Smirnow wziął udział w swoich pierwszych mistrzostwach świata, które odbyły się w austriackim Seefeld in Tirol. Wystartował w biegu na 15 kilometrów, który ukończył na 16. miejscu. W tej edycji PŚ wywalczył 21 punktów co dało mu 30. miejsce w klasyfikacji końcowej.

### Sezon 1985/1986
Ten sezon był ważnym momentem w karierze zawodnika z ówczesnego Związku Radzieckiego. W pięciu zawodach w jakich uczestniczył ani razu nie wypadł poza czołową dziesiątkę. Był kolejno drugi w kanadyjskim Labrador City, ósmy w amerykańskim Biwabik, drugi we francuskim La Bresse, a 23 lutego 1986 roku, w radzieckiej miejscowości Kawgołowo, Smirnow po raz pierwszy w karierze zwyciężył w zawodach Pucharu Świata. Wyprzedził wtedy utytułowanego Szweda Gunde Svana i swojego rodaka Jurija Burłakowa. W ostatnim starcie w sezonie w norweskim Holmenkollen zajął 6. miejsce. Te bardzo dobre starty dały mu 78 punktów co w rezultacie pozwoliło mu zająć trzecie miejsce w klasyfikacji końcowej Pucharu Świata.

### Sezon 1986/1987
W tym sezonie Smirnow nie był już anonimowym zawodnikiem. Sezon ten był jednak w jego wykonaniu trochę słabszy niż poprzedni. Dwa razy stawał na podium. We włoskiej miejscowości Cogne zajął trzecie miejsce, a w szwajcarskim Davos był drugi. Na Mistrzostwach Świata w Oberstdorfie indywidualnie nie zdobył medalu. Wystartował tylko w biegu na 15 kilometrów, w którym zajął piąte miejsce. Jednakże w sztafecie 4 × 10 km wraz z kolegami wywalczył srebrny medal. Ostatni konkurs PŚ rozegrany został w radzieckiej miejscowości Kawgołowo, zajął tu szóste miejsce. W ciągu całego sezonu Smirnow zdobył 64 punkty co dało mu 5. lokatę w klasyfikacji końcowej.

### Sezon 1987/1988
Początek sezonu olimpijskiego nie wskazywał, aby zawodnik ze Szczuczinska miał szanse na zdobycie chociaż jednego medalu podczas igrzysk w Calgary. We włoskiej miejscowości Castelrotto był ósmy, a w dotychczas szczęśliwym dla niego Davos był dopiero trzynasty. Jednak w ostatnich zawodach przed igrzyskami, w Kawgołowie, zajął pierwsze miejsce, co zagwarantowało mu wyjazd na igrzyska w Kanadzie.
Były to pierwsze w karierze igrzyska Smirnowa. Wystartował tam na dwóch dystansach: na 30 i na 15 kilometrów. W pierwszym zdobył srebrny medal przegrywając z innym reprezentantem ZSRR Aleksiejem Prokurorowem, zaś w drugim uplasował się na trzeciej pozycji przegrywając z Michaiłem Diewjatiarowem z ZSRR oraz Pålem Gunnarem Mikkelsplassem z Norwegii.
Ostatecznie Smirnow zajął 5. miejsce w klasyfikacji końcowej Pucharze Świata. Zgromadził 71 punktów – 18 mniej od trzeciego w tym sezonie Gunde Svana.

### Sezon 1988/1989
Był to kolejny sezon, w którym Smirnow należał do czołówki światowej, ale bez miejsca na podium w końcowej klasyfikacji. Zaważyły na tym słabe starty w pierwszych i ostatnich zawodach na których był odpowiednio 12. i 13. Najwyższą lokatą było trzecie miejsce w Kawgołowie. Smirnow w końcowej klasyfikacji był ponownie piąty, zdobywając o trzy punkty więcej niż przed rokiem (74). W tym sezonie najważniejsze jednak były mistrzostwa świata w Lahti.
Na mistrzostwach w fińskim Lahti Smirnow wystartował w biegu na 30 km, w którym zajął pierwsze miejsce zdobywając tym samym swój pierwszy indywidualnie wywalczony medal mistrzostw świata. W swoim drugim starcie na tych mistrzostwach na dystansie 15 km spisał się słabiej zajmując 10. miejsce.

### Sezon 1989/1990
Mimo iż w sześciu zawodach, w których brał udział Smirnow ani razu nie wypadł poza czołową dziesiątkę to w klasyfikacji generalnej PŚ zajął 7. miejsce, najniższe od trzech lat. Dwa razy zajmował miejsce na podium: w Reit im Winkl był pierwszy, a w szwedzkim Örnsköldsvik zajął trzecie miejsce. W sumie zgromadził w tym sezonie 74 punkty.

### Sezon 1990/1991
W tym sezonie Smirnow po raz pierwszy w karierze zdobył Kryształową Kulę za zwycięstwo w generalnej klasyfikacji PŚ, zdobywając 163 punkty w siedmiu startach. Kazach tylko raz wypadł poza czołową dziesiątkę, jednak odbyło się to w ostatnim biegu, gdy jego zwycięstwo w PŚ było już przesądzone. Zawodnik pięciokrotnie stawał na podium z czego trzy razy wygrał (w Davos, Les Saisies i Mińsku).
Dobre starty w Pucharze Świata przełożyły się na bardzo dobre wyniki na mistrzostwach świata w Val di Fiemme. W biegu na 30 km zdobył srebrny medal, a na dystansie 15 km wywalczył brąz.

### Sezon 1991/1992
Obrona wywalczonego rok wcześniej trofeum nie udała się. Norweska koalicja Vegard Ulvang – Bjørn Dæhlie nie dała szans Kazachowi wyprzedzając go o ponad 100 punktów. Jednak i starty sportowca nie były okazałe. W ośmiu startach tylko trzy razy stawał na podium, a tuż przed najważniejszą imprezą czterolecia, igrzyskami w Albertville, był dopiero na 46. miejscu.
Na swych drugich igrzyskach Smirnow reprezentował barwy Wspólnoty Niepodległych Państw. Wystartował w czterech biegach: na 50, 30 i 10 kilometrów oraz biegu pościgowym. Na najdłuższym dystansie zajął najgorszą pozycję – 35. miejsce, tracąc do zwycięzcy Norwega Bjørna Dæhlie ponad 12 minut. W pozostałych startach też nie zdobył medali plasując się między 8 a 13. miejscem. Były to jedyne igrzyska, na których Władimir nie zdobył medalu.
Pomimo słabej pierwszej części sezonu zawodnik zdobył 93 punkty dające miejsce na najniższym stopniu podium Pucharu Świata.

### Sezon 1992/1993
Zanim rozpoczął się sezon Pucharu Świata Smirnow pojechał do Austrii na zawody pucharu kontynentalnego, które odbyły się w Tauplitz. Tamtejsze zawody wygrał z ponad półminutową przewagą, ale nie startowało tam wielu zawodników z czołówki PŚ. Podczas tego sezonu Smirnow jeszcze raz wystartował w wyścigu niezaliczanym do klasyfikacji Pucharu Świata. W Sylwestra w szwedzkim Örnsköldsvik wygrał zawody FIS Race wyprzedzając o tylko 4 sekundy Szweda Torgny'ego Mogrena
W tym sezonie zmieniono zasady punktacji na obecną, dzięki której można było zdobyć w przeciągu sezonu nawet 1000 punktów, jednak nikt tego nie dokonał. W dziewięciu startach Smirnow pięć razy stanął na podium, z czego dwa razy wygrał: we włoskim Val di Fiemme i słoweńskim Bohinj. W całym sezonie Smirnow zdobył 649 punktów, o 47 mniej niż jego największy rywal Bjørn Dæhlie, który tym samym obronił Kryształową Kulę, a Kazach zajął miejsce drugie.
Największe znaczenie w sezonie 1992/1993 miały zawody w Falun, gdzie odbyły się mistrzostwa świata w 1993. Tam Kazach zdobył trzy medale. Srebrne w biegu pościgowym 10+15 km i w biegu na 10 km, a na dystansie 30 kilometrów był trzeci.

### Sezon 1993/1994
Był to dość nietypowy sezon, ponieważ igrzyska olimpijskie odbyły się nie jak zwykle po czterech latach, a po dwóch. Był to najlepszy sezon w karierze Smirnowa. Nie dość, że zawodnik wygrał Puchar Świata to jeszcze zdobył tytuł mistrza olimpijskiego na igrzyskach w Lillehammer. Były to pierwsze igrzyska, na których Smirnow wystąpił reprezentując już Kazachstan. W pierwszym biegu, na dystansie 30 km był dopiero dziesiąty. W biegu na 10 km spisał się znacznie lepiej zdobywając srebrny medal, przegrywając jedynie ze swym największym rywalem Bjørnem Dæhlie. Dwa dni później znalazł się na tym samym stopniu podium w biegu pościgowym. Jednym z najważniejszych dni w karierze Władimira był 27 lutego 1994 roku kiedy to po raz pierwszy (i jak się okazało jedyny) zdobył złoty medal olimpijski, w biegu na 50 kilometrów stylem klasycznym. Drugi na mecie Fin – Mika Myllylä stracił do Kazacha minutę i dwadzieścia sekund. Smirnow tym samym zapisał się w historii sportu Kazaskiego, stając się pierwszym złotym medalistą zimowych igrzysk olimpijskich.
Smirnow wystąpił także w trzech zawodach FIS Race. Pierwsze dwa odbyły się w listopadzie, w Szwecji. Z powodu okresu przed sezonowego wystartowało wielu zawodników z czołówki, jednak w tej grupie Kazach wypadł dobrze zajmując drugie i trzecie miejsce. Trzeci konkurs FIS Race odbył się w dosyć nie typowym czasie (9 kwietnia). Było widać już wiosenno-wakacyjną formę sportowca, który uplasował się na 27 lokacie.
Od początku sezonu widać było, że Smirnow będzie liczył się w walce o Kryształową Kulę. Do połowy stycznia wygrał 5 z 6 zawodów. Po nich odbyły się igrzyska w Lillehammer. Po powrocie z igrzysk Kazach przypieczętował zwycięstwo w PŚ wygrywając w Lahti. Ostatnie dwa starty nie miały już większego znaczenia, a Smirnow zanotował słabsze wyniki zajmując 7 i 29. miejsce. Początek sezonu zdecydował więc o końcowym sukcesie Smirnowa, który w ciągu całego sezonu zdobył 830 punktów wyprzedzając drugiego Bjørna Dæhlie o 150 oczek.

### Sezon 1994/1995
Po raz drugi nie udało się obronić Kryształowej Kuli, choć tym razem wygrywał częściej niż w sezonie 1991/1992. W ośmiu startach trzy razy wygrał, a trzy razy stawał na niższych stopniach "pudła", przy czym ani razu nie wypadł z pierwszej dziesiątki. Było to jednak za mało na zwycięstwo w klasyfikacji generalnej, którą wygrał Dæhlie o 64 punkty. Smirnow zdobył 866 punktów.
Przed tymi mistrzostwami Kazach był zaliczany do faworytów imprezy. Zawodnik nie zawiódł swoich kibiców i przywiózł najwięcej medal z Thunder Bay ze wszystkich zawodników tych rozgrywek, zdobywając trzy złote (za bieg na 10 km, bieg łączony oraz na 30 km techniką klasyczną) i jeden brązowy (50 km techniką klasyczną). Były to najlepsze mistrzostwa w jego karierze.

### Sezon 1995/1996
Przed rozpoczęciem Pucharu Świata wystartował w dwóch wyścigach FISu, które odbyły się w norweskim mieście Beitostølen. Wystartowali w nich najlepsi zawodnicy poprzedniej zimy. Kazach w takiej stawce wypadł bardzo dobrze wygrywając pierwsze zawody, a w drugich zajął 4. miejsce. W PŚ Smirnow powtórzył swój wynik z sezonu 1994/1995 zajmując drugie miejsce w klasyfikacji generalnej, ustępując jedynie za Bjørnowi Dæhlie o 76 punktów. Smirnow 11 razy stał na podium, a 6 z 14 zawodów wygrał. W sumie zdobył 1034 punkty.

### Sezon 1996/1997
To był najgorszy sezon Władimira od siedmiu lat. Tylko raz stanął na podium, ale za to na najwyższym jego stopniu. Jednak pozostałe wyniki nie były tak dobre. Na 7 startów aż 3 razy nie mieścił się w czołowej dwudziestce. Pod koniec sezonu, w Falun, Smirnow zajął dopiero 32. miejsce. Bardzo nierówna forma dała znać również na mistrzostwach świata w Trondheim. W czterech startach Smirnow nie popisał się i nie dosyć nie obronił swoich tytułów mistrzowskich z Kanady, to jeszcze nie zdobył ani jednego medalu. W biegach na 30 km, 10 km, łączonym 10 + 15 km i na 50 km zajmował kolejno 42, 4, 8 i 19. miejsce.
Wahania formy spowodowały dopiero dziewiątą lokatę w klasyfikacji generalnej Pucharu Świata. Zgromadził 309 punktów.

### Sezon 1997/1998
Ten sezon był znacznie lepszy od poprzedniego. Podczas jedenastu startów zdobył 431 punktów oraz czterokrotnie stanął na podium oraz, po raz ostatni, na jego najwyższym stopniu 8 marca 1998 roku w Lahti. Niewiele brakowało by wygrał w nowo powstałej klasyfikacji sprintu, ale stracił 4 punktów do Bjørna Dæhlie. To był ostatni sezon Smirnowa w Pucharze Świata.
W tym sezonie również po raz ostatni wystąpił na igrzyskach, rozgrywanych w Nagano. Nie odniósł już tak dobrych wyników jak w Lillehammer, ale zdobył brązowy medal w biegu pościgowym (wyprzedzili go dwaj Norwegowie: złoty medalista Thomas Alsgaard i srebrny Bjørn Dæhlie). W biegu na 10 kilometrów zajął czwartą pozycję, a na 30 km był 12. Nie obronił też złotego medalu na 50 kilometrów, choć tym razem dystans ten rozgrywany był stylem dowolnym.

### Sezon 1998/1999
W tym sezonie wystartował tylko w trzech biegach. Pierwszy z nich to zawody FIS w szwedzkiej miejscowości Luleå, gdzie zajął drugie miejsce, ustępując Szwedowi Urbanowi Lindgrenowi. Ostatnie zawody w karierze Władimira odbyły się w koreańskim Yongpyong. W pierwszym biegu Smirnow wygrał, a w drugim zajął drugie miejsce uznając wyższość swego rodaka Andrieja Newzorowa.

## Osiągnięcia

### Igrzyska olimpijskie
| Miejsce | Dzień     | Rok  | Miejscowość | Konkurencja             | Czas biegu | Strata   | Zwycięzca            |
| ------- | --------- | ---- | ----------- | ----------------------- | ---------- | -------- | -------------------- |
| 2.      | 15 lutego | 1988 | Calgary     | 30 km stylem klasycznym | 1:24:26,3  | +8,8     | Aleksiej Prokurorow  |
| 3.      | 19 lutego | 1988 | Calgary     | 15 km stylem klasycznym | 41:18,9    | +29,6    | Michaił Diewiatjarow |
| 2.      | 22 lutego | 1988 | Calgary     | Sztafeta 4 × 10 km      | 1:43:58,6  | +12,7    | Szwecja              |
| 9.      | 10 lutego | 1992 | Albertville | 30 km stylem klasycznym | 1:22:27,8  | +2:59,8  | Vegard Ulvang        |
| 13.     | 13 lutego | 1992 | Albertville | 10 km stylem klasycznym | 27:36,0    | +1:37,1  | Vegard Ulvang        |
| 8.      | 15 lutego | 1992 | Albertville | 10+15 km pościgowy      | 1:05:37,9  | +1:57,9  | Bjørn Dæhlie         |
| 5.      | 18 lutego | 1992 | Albertville | Sztafeta 4 × 10 km      | 1:39:26,0  | +3:37,6  | Norwegia             |
| 35.     | 22 lutego | 1992 | Albertville | 50 km stylem dowolnym   | 2:03:41,5  | +12:07,0 | Bjørn Dæhlie         |
| 10.     | 14 lutego | 1994 | Lillehammer | 30 km stylem dowolnym   | 1:12:26,4  | +3:35,4  | Thomas Alsgaard      |
| 2.      | 17 lutego | 1994 | Lillehammer | 10 km stylem klasycznym | 24:20,1    | +18,2    | Bjørn Dæhlie         |
| 2.      | 19 lutego | 1994 | Lillehammer | 10+15 km pościgowy      | 1:00:08,8  | +29,2    | Bjørn Dæhlie         |
| 1.      | 27 lutego | 1994 | Lillehammer | 50 km stylem klasycznym | 2:07:20,3  | -        | -                    |
| 12.     | 9 lutego  | 1998 | Nagano      | 30 km stylem klasycznym | 1:33:55,8  | +5:02,3  | Mika Myllylä         |
| 4.      | 12 lutego | 1998 | Nagano      | 10 km stylem klasycznym | 27:24,5    | +20,6    | Bjørn Dæhlie         |
| 3.      | 14 lutego | 1998 | Nagano      | 10+15 km pościgowy      | 1:07:01,7  | +29,8    | Thomas Alsgaard      |
| 8.      | 22 lutego | 1998 | Nagano      | 50 km stylem dowolnym   | 2:05:08,2  | +2:18,2  | Bjørn Dæhlie         |

### Mistrzostwa świata
| Miejsce | Dzień       | Rok  | Miejscowość      | Konkurencja             | Czas biegu | Strata  | Zwycięzca           |
| ------- | ----------- | ---- | ---------------- | ----------------------- | ---------- | ------- | ------------------- |
| 16.     | 22 stycznia | 1985 | Seefeld in Tirol | 15 km stylem klasycznym | 40:42,7    | +2:06,3 | Kari Härkönen       |
| 6.      | 24 stycznia | 1985 | Seefeld in Tirol | Sztafeta 4 × 10 km      | 1:52:21,0  | +2:08,7 | Norwegia            |
| 5.      | 15 lutego   | 1987 | Oberstdorf       | 15 km stylem klasycznym | 43:01,8    | +22,8   | Marco Albarello     |
| 2.      | 15 lutego   | 1987 | Oberstdorf       | Sztafeta 4 × 10 km      | 1:38:04,6  | +26,3   | Szwecja             |
| 1.      | 18 lutego   | 1989 | Lahti            | 30 km stylem klasycznym | 1:24:56,9  | -       | -                   |
| 10.     | 22 lutego   | 1989 | Lahti            | 15 km stylem klasycznym | 42:40,7    | +1:14,5 | Harri Kirvesniemi   |
| 5.      | 24 lutego   | 1989 | Lahti            | Sztafeta 4 × 10 km      | 1:40:12,3  | +14,1   | Szwecja             |
| 2.      | 7 lutego    | 1991 | Val di Fiemme    | 30 km stylem klasycznym | 1:16:12,4  | +4,9    | Gunde Svan          |
| 3.      | 9 lutego    | 1991 | Val di Fiemme    | 15 km stylem dowolnym   | 36:57,2    | +10,6   | Bjørn Dæhlie        |
| 5.      | 15 lutego   | 1991 | Val di Fiemme    | Sztafeta 4 × 10 km      | 1:39:47,3  | +2:49,2 | Norwegia            |
| 3.      | 20 lutego   | 1993 | Falun            | 30 km stylem klasycznym | 1:17:33,6  | +21,7   | Bjørn Dæhlie        |
| 2.      | 22 lutego   | 1993 | Falun            | 10 km stylem klasycznym | 24:51,6    | +3,9    | Sture Sivertsen     |
| 2.      | 24 lutego   | 1993 | Falun            | 10+15 km pościgowy      | 1:01:45,0  | 0,0     | Bjørn Dæhlie        |
| 21.     | 28 lutego   | 1993 | Falun            | 50 km stylem dowolnym   | 2:03:36,8  | +6:29,5 | Torgny Mogren       |
| 1.      | 9 marca     | 1995 | Thunder Bay      | 30 km stylem klasycznym | 1:15:52,3  | -       | -                   |
| 1.      | 11 marca    | 1995 | Thunder Bay      | 10 km stylem klasycznym | 24:52,3    | -       | -                   |
| 1.      | 13 marca    | 1995 | Thunder Bay      | 10+15 km pościgowy      | 1:06:19,5  | -       | -                   |
| 3.      | 19 marca    | 1995 | Thunder Bay      | 50 km stylem dowolnym   | 1:56:36,0  | +1:34,7 | Silvio Fauner       |
| 42.     | 21 lutego   | 1997 | Trondheim        | 30 km stylem dowolnym   | 1:06:28,2  | +4:17,8 | Aleksiej Prokurorow |
| 4.      | 24 lutego   | 1997 | Trondheim        | 10 km stylem klasycznym | 23:41,8    | +37,0   | Bjørn Dæhlie        |
| 8.      | 25 lutego   | 1997 | Trondheim        | 10+15 km pościgowy      | 1:00:11,1  | +1:50,8 | Bjørn Dæhlie        |
| 19.     | 2 marca     | 1997 | Trondheim        | 50 km stylem klasycznym | 2:16:37,5  | +8:34,1 | Mika Myllylä        |

### Mistrzostwa świata juniorów
| Miejsce | Dzień    | Rok  | Miejscowość | Konkurencja             | Wynik      | Strata   | Zwycięzca            |
| ------- | -------- | ---- | ----------- | ----------------------- | ---------- | -------- | -------------------- |
| 5.      | luty     | 1981 | Schonach    | 15 km stylem klasycznym | 46:06,28   | +24,64   | Lars-Göran Dahl      |
| 4.      | luty     | 1981 | Schonach    | Sztafeta 3 × 10 km      | 1:28:14,63 | +1:16,92 | Norwegia             |
| 3.      | 3 marca  | 1982 | Murau       | 15 km stylem klasycznym | 40:10,6    | +43,6    | Andriej Astaszkin    |
| 3.      | ? marca  | 1982 | Murau       | Sztafeta 3 × 10 km      | 1:23:52,1  | +20,0    | Szwecja              |
| 2.      | 11 marca | 1983 | Kuopio      | 15 km stylem klasycznym | 41:38,7    | +48,2    | Aleksandr Uszkalenko |
| 1.      | ? marca  | 1983 | Kuopio      | Sztafeta 3 × 10 km      | 1:22:16,4  | -        | -                    |
| 2.      | 3 lutego | 1984 | Trondheim   | 15 km stylem klasycznym | 42:13,5    | +1,5     | Holger Bauroth       |
| 1.      | 5 lutego | 1984 | Trondheim   | Sztafeta 3 × 10 km      | 1:33:40,3  | -        | -                    |

### Puchar Świata

#### Miejsca w klasyfikacji generalnej
- sezon 1982/1983: 59.
- sezon 1983/1984: 31.
- sezon 1984/1985: 30.
- sezon 1985/1986: 3.
- sezon 1986/1987: 5.
- sezon 1987/1988: 5.
- sezon 1988/1989: 5.
- sezon 1989/1990: 7.
- sezon 1990/1991: 1.
- sezon 1991/1992: 3.
- sezon 1992/1993: 2.
- sezon 1993/1994: 1.
- sezon 1994/1995: 2.
- sezon 1995/1996: 2.
- sezon 1996/1997: 9.
- sezon 1997/1998: 3.

#### Zwycięstwa w konkursach
| Nr  | Dzień        | Rok  | Miejscowość    | Konkurencja              | Czas biegu  |
| --- | ------------ | ---- | -------------- | ------------------------ | ----------- |
| 1.  | 23 lutego    | 1986 | Kawgołowo      | 15 km stylem klasycznym  | ?           |
| 2.  | 9 stycznia   | 1988 | Kawgołowo      | 30 km stylem klasycznym  | ?           |
| 3.  | 18 lutego    | 1989 | Lahti          | 30 km stylem klasycznym  | 1:24:56.9 h |
| 4.  | 25 lutego    | 1989 | Reit im Winkl  | 30 km stylem dowolnym    | ?           |
| 5.  | 15 grudnia   | 1990 | Davos          | 15 km stylem klasycznym  | –           |
| 6.  | 19 grudnia   | 1990 | Les Saisies    | 30 km stylem klasycznym  | ?           |
| 7.  | 5 stycznia   | 1991 | Mińsk          | 15 km stylem dowolnym    | ?           |
| 8.  | 18 grudnia   | 1992 | Predazzo       | 30 km stylem dowolnym    | 1:13:38,5   |
| 9.  | 16 stycznia  | 1993 | Bohinj         | 15 km stylem dowolnym    | 34:49,6     |
| 10. | 24 lutego    | 1993 | Falun          | 10+15 km pościgowy       | 1:01:45,0   |
| 11. | 11 grudnia   | 1993 | Santa Caterina | 30 km stylem klasycznym  | 1:22:50,9   |
| 12. | 21 grudnia   | 1993 | Dobbiaco       | 10 km stylem klasycznym  | 24:02,8     |
| 13. | 22 grudnia   | 1993 | Dobbiaco       | 15 km stylem dowolnym    | 59:04,9     |
| 14. | 9 stycznia   | 1994 | Kawgołowo      | 15 km stylem klasycznym  | 41:54,4     |
| 15. | 15 stycznia  | 1994 | Oslo           | 15 km stylem dowolnym    | 36:44,7     |
| 16. | 27 lutego    | 1994 | Lillehammer    | 50 km stylem klasycznym  | 2:07:20,3   |
| 17. | 5 marca      | 1994 | Lahti          | 15 km stylem dowolnym    | 36:44,2     |
| 18. | 27 stycznia  | 1995 | Lahti          | 15 km stylem dowolnym    | 37:31,2     |
| 19. | 29 stycznia  | 1995 | Lahti          | 15 km stylem klasycznym  | 38:57,2     |
| 20. | 11 lutego    | 1995 | Oslo           | 50 km stylem klasycznym  | 2:09:53,8   |
| 21. | 9 marca      | 1995 | Thunder Bay    | 30 km stylem klasycznym  | 1:15:52,3   |
| 22. | 11 marca     | 1995 | Thunder Bay    | 10 km stylem klasycznym  | 24:52,3     |
| 23. | 13 marca     | 1995 | Thunder Bay    | 10+15 km pościgowy       | 1:06:19,5   |
| 24. | 26 listopada | 1995 | Vuokatti       | 10 km stylem klasycznym  | 26:03,6     |
| 25. | 9 stycznia   | 1996 | Štrbské Pleso  | 50 km stylem dowolnym    | 1:56:14,9   |
| 26. | 13 stycznia  | 1996 | Nové Město     | 15 km stylem klasycznym  | 40:11,3     |
| 27. | 24 lutego    | 1996 | Trondheim      | 30 km stylem dowolnym    | 1:09:36,4   |
| 28. | 9 marca      | 1996 | Falun          | 15 km stylem dowolnym    | 22:00,0     |
| 29. | 10 marca     | 1996 | Falun          | 15 km stylem klasycznym  | 1:00:16,3   |
| 30. | 19 stycznia  | 1997 | Lahti          | 30 km stylem klasycznym  | 1:15:28,2   |
| 31. | 8 marca      | 1998 | Lahti          | 30 kim stylem klasycznym | 1:16:06,2   |

#### Miejsca na podium
| Nr  | Dzień        | Rok  | Miejscowość         | Konkurencja             | Czas biegu | Pozycja | Strata   | Zwycięzca            |
| --- | ------------ | ---- | ------------------- | ----------------------- | ---------- | ------- | -------- | -------------------- |
| 1.  | 23 marca     | 1984 | Murmańsk            | 15 km stylem klasycznym | ?          | 2.      | ?        | Michaił Diewiatjarow |
| 2.  | 8 stycznia   | 1985 | Labrador City       | 15 km stylem klasycznym | ?          | 2.      | ?        | Gunde Svan           |
| 3.  | 11 stycznia  | 1986 | La Bresse           | 30 km stylem klasycznym | ?          | 2.      | ?        | Gunde Svan           |
| 4.  | 23 lutego    | 1986 | Kawgołowo           | 15 km stylem klasycznym | ?          | 1.      | –        | –                    |
| 5.  | 13 grudnia   | 1986 | Cogne               | 15 km stylem dowolnym   | ?          | 3.      | ?        | Gunde Svan           |
| 6.  | 20 grudnia   | 1986 | Davos               | 15 km stylem dowolnym   | ?          | 2.      | ?        | Thomas Eriksson      |
| 7.  | 9 stycznia   | 1988 | Kawgołowo           | 30 km stylem klasycznym | ?          | 1.      | –        | –                    |
| 8.  | 15 lutego    | 1988 | Calgary             | 30 km stylem klasycznym | 1:24:26,3  | 3.      | +8,8     | Aleksiej Prokurorow  |
| 9.  | 19 lutego    | 1988 | Calgary             | 15 km stylem klasycznym | 41:18,9    | 3.      | +8,8     | Michaił Diewiatjarow |
| 10. | 7 stycznia   | 1989 | Kawgołowo           | 15 km stylem klasycznym | ?          | 3.      | ?        | Vegard Ulvang        |
| 11. | 18 lutego    | 1989 | Lahti               | 30 km stylem klasycznym | 1:24:56,9  | 1.      | –        | –                    |
| 12. | 25 lutego    | 1989 | Reit im Winkl       | 30 km stylem dowolnym   | ?          | 1.      | –        | –                    |
| 13. | 10 marca     | 1990 | Örnsköldsvik        | 30 km stylem klasycznym | ?          | 3.      | ?        | Terje Langli         |
| 14. | 9 grudnia    | 1990 | Tauplitzalm         | 10+15 km pościgowy      | ?          | 2.      | ?        | Torgny Mogren        |
| 15. | 15 grudnia   | 1990 | Davos               | 15 km stylem klasycznym | ?          | 1.      | –        | –                    |
| 16. | 19 grudnia   | 1990 | Les Saisies         | 30 km stylem klasycznym | ?          | 1.      | –        | –                    |
| 17. | 5 stycznia   | 1991 | Mińsk               | 15 km stylem dowolnym   | ?          | 1.      | –        | –                    |
| 18. | 7 lutego     | 1991 | Val di Fiemme       | 30 km stylem klasycznym | 1:16:12,4  | 2.      | +4,9     | Gunde Svan           |
| 19. | 9 lutego     | 1991 | Val di Fiemme       | 15 km stylem dowolnym   | 36:57,2    | 2.      | +10,6    | Bjørn Dæhlie         |
| 20. | 3 marca      | 1991 | Lahti               | 30 km stylem dowolnym   | ?          | 2.      | ?        | Kristen Skjeldal     |
| 21. | 8 grudnia    | 1991 | Silver Star         | 10 km stylem klasycznym | 26:33,9    | 2.      | + 11,0   | Vegard Ulvang        |
| 22. | 4 stycznia   | 1992 | Kawgołowo           | 30 km stylem klasycznym | 1:24:22,81 | 3.      | + 1:36,1 | Bjørn Dæhlie         |
| 23. | 7 marca      | 1992 | Funäsdalen          | 30 km stylem dowolnym   | 1:10:20,9  | 3.      | + 17,6   | Torgny Mogren        |
| 24. | 12 grudnia   | 1992 | Ramsau              | 10 km stylem dowolnym   | 26:13,9    | 2.      | + 25,9   | Vegard Ulvang        |
| 25. | 13 grudnia   | 1992 | Ramsau              | 15 km stylem klasycznym | 1:07:54,5  | 3.      | + 9,4    | Torgny Mogren        |
| 26. | 18 grudnia   | 1992 | Val di Fiemme       | 30 km stylem dowolnym   | 1:13:38,5  | 1.      | –        | –                    |
| 27. | 16 stycznia  | 1993 | Bohinj              | 15 km stylem dowolnym   | 34:49,6    | 1.      | –        | –                    |
| 28. | 20 lutego    | 1993 | Falun               | 30 km stylem klasycznym | 1:17:33,6  | 3.      | + 21,7   | Bjørn Dæhlie         |
| 29. | 22 lutego    | 1993 | Falun               | 10 km stylem klasycznym | 24:51,6    | 2.      | + 3,9    | Sture Sivertsen      |
| 30. | 24 lutego    | 1993 | Falun               | 10+15 km pościgowy      | 1:01:45,0  | 2.      | 0,0      | Bjørn Dæhlie         |
| 31. | 6 marca      | 1993 | Lahti               | 15 km stylem dowolnym   | 34:49,6    | 1.      | –        | –                    |
| 32. | 11 grudnia   | 1993 | Santa Caterina      | 30 km stylem klasycznym | 1:22:50,9  | 1.      | –        | –                    |
| 33. | 21 grudnia   | 1993 | Dobbiaco            | 10 km stylem klasycznym | 24:02,8    | 1.      | –        | –                    |
| 34. | 22 grudnia   | 1993 | Dobbiaco            | 15 km stylem dowolnym   | 59:04,9    | 1.      | –        | –                    |
| 35. | 9 stycznia   | 1994 | Kawgołowo           | 15 km stylem klasycznym | 41:54,4    | 1.      | –        | –                    |
| 36. | 15 stycznia  | 1994 | Oslo                | 15 km stylem dowolnym   | 36:44,7    | 1.      | –        | –                    |
| 37. | 17 lutego    | 1994 | Lillehammer         | 10 km stylem klasycznym | 24:20,1    | 2.      | +18,2    | Bjørn Dæhlie         |
| 38. | 19 lutego    | 1994 | Lillehammer         | 10+15 km pościgowy      | 1:00:08,8  | 2.      | +29,2    | Bjørn Dæhlie         |
| 39. | 19 lutego    | 1994 | Lillehammer         | 10+15 km pościgowy      | 2:07:20,3  | 1.      | –        | –                    |
| 40. | 5 marca      | 1994 | Lahti               | 15 km stylem dowolnym   | 36:44,2    | 1.      | –        | –                    |
| 41. | 27 listopada | 1994 | Kiruna              | 10 km stylem klasycznym | 27:59,6    | 2.      | + 29,5   | Bjørn Dæhlie         |
| 42. | 20 grudnia   | 1994 | Sappada             | 10 km stylem dowolnym   | 26:04,7    | 3.      | + 18,0   | Torgny Mogren        |
| 43. | 27 stycznia  | 1995 | Lahti               | 15 km stylem dowolnym   | 37:31,2    | 1.      | –        | –                    |
| 44. | 29 stycznia  | 1995 | Lahti               | 15 km stylem klasycznym | 38:57,2    | 1.      | –        | –                    |
| 45. | 4 lutego     | 1995 | Falun               | 30 km stylem klasycznym | 1:15:35,9  | 3.      | +43,5    | Bjørn Dæhlie         |
| 46. | 11 lutego    | 1995 | Oslo                | 50 km stylem klasycznym | 2:09:53,8  | 1.      | –        | –                    |
| 47. | 9 marca      | 1995 | Thunder Bay         | 30 km stylem klasycznym | 1:15:52,3  | 1.      | –        | –                    |
| 48. | 11 marca     | 1995 | Thunder Bay         | 10 km stylem klasycznym | 24:52,3    | 1.      | –        | –                    |
| 49. | 13 marca     | 1995 | Thunder Bay         | 10+15 km pościgowy      | 1:06:19,5  | 1.      | –        | –                    |
| 50. | 19 marca     | 1995 | Thunder Bay         | 50 km stylem dowolnym   | 1:56:36,0  | 2.      | +1:34,7  | Silvio Fauner        |
| 51. | 25 marca     | 1995 | Sapporo             | 15 km stylem dowolnym   | 35:23,7    | 2.      | + 26,0   | Bjørn Dæhlie         |
| 52. | 26 listopada | 1995 | Vuokatti            | 10 km stylem klasycznym | 26:03,6    | 1.      | –        | –                    |
| 53. | 9 grudnia    | 1995 | Davos               | 30 km stylem klasycznym | 1:14:03,7  | 2.      | + 23,3   | Bjørn Dæhlie         |
| 54. | 13 grudnia   | 1995 | Brusson             | 10 km stylem klasycznym | 37:05,4    | 3.      | + 59,2   | Bjørn Dæhlie         |
| 55. | 16 grudnia   | 1995 | Santa Caterina      | 10 km stylem klasycznym | 25:35,6    | 2.      | + 12,4   | Bjørn Dæhlie         |
| 56. | 16 grudnia   | 1995 | Santa Caterina      | 15 km stylem dowolnym   | 1:02:46,9  | 3.      | + 1:21,7 | Bjørn Dæhlie         |
| 57. | 9 stycznia   | 1996 | Szczyrbskie Jezioro | 50 km stylem dowolnym   | 1:56:14,9  | 1.      | –        | –                    |
| 58. | 13 stycznia  | 1996 | Nové Město          | 15 km stylem klasycznym | 40:11,3    | 1.      | –        | –                    |
| 59. | 10 lutego    | 1996 | Kawgołowo           | 15 km stylem klasycznym | 37:32,1    | 2.      | + 7,7    | Aleksiej Prokurorow  |
| 60. | 24 lutego    | 1996 | Trondheim           | 30 km stylem dowolnym   | 1:09:36,4  | 1.      | –        | –                    |
| 61. | 9 marca      | 1996 | Falun               | 15 km stylem dowolnym   | 22:00,0    | 1.      | –        | –                    |
| 62. | 10 marca     | 1996 | Falun               | Bieg łączony            | 1:00:16,3  | 1.      | –        | –                    |
| 63. | 19 stycznia  | 1997 | Lahti               | 30 km stylem klasycznym | 1:15:28,2  | 1.      | ?        | –                    |
| 64. | 27 listopada | 1997 | Beitostølen         | 10 km stylem klasycznym | 23:37,7    | 2.      | + 0,1    | Bjørn Dæhlie         |
| 65. | 13 grudnia   | 1997 | Val di Fiemme       | 10 km stylem klasycznym | 25:31,8    | 3.      | + 23,0   | Bjørn Dæhlie         |
| 66. | 8 marca      | 1998 | Lahti               | 30 km stylem klasycznym | 1:16:06,2  | 1.      | –        | –                    |